# サロンノ
サロンノ（伊: Saronno）は、イタリア共和国ロンバルディア州ヴァレーゼ県にある、人口約3万8000人の基礎自治体（コムーネ）。
ミラノの北西約20kmに所在する都市で、サロンノ駅は鉄道交通の結節点である。リキュール「アマレット」の産地として著名。

## 地理

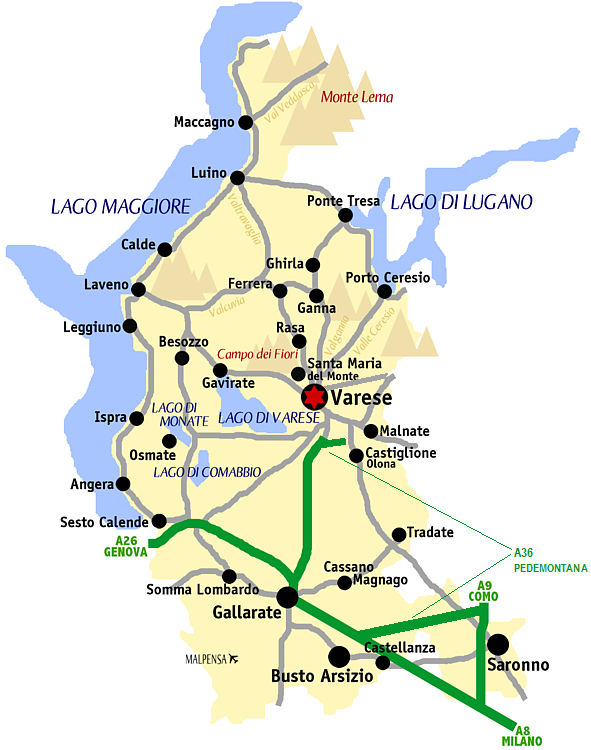
ヴァレーゼ県概略図

### 位置・広がり
ヴァレーゼ県南東部のコムーネ。州都ミラノから北北西へ21km、コモから南へ21km、県都ヴァレーゼから南東へ27kmの距離にある。

#### 隣接コムーネ
隣接するコムーネは以下の通り。括弧内のCOはコモ県所属、MBはモンツァ・エ・ブリアンツァ県、MIはミラノ県所属。
| - ロヴェッロ・ポッロ (CO) - 北 - コリアーテ (MB) - 北東 - チェリアーノ・ラゲット (MB) - 東 - ソラーロ (MI) - 南東 - カロンノ・ペルトゥゼッラ - 南 - オリッジョ - 南西 - ウボルド - 西 - ジェレンツァーノ - 北西 |

### 地形・地勢
- 河川：ルーラ川 (it:Lura (fiume))

### 地震分類
イタリアの地震リスク階級 (it) では、4 に分類される
。

## 姉妹都市
- Challans、フランス 2003年
- ペゴニャーガ、イタリア 2012年

## 交通

### 鉄道
サロンノ駅は、鉄道交通の結節点となっている。
- ノヴァーラ＝セレーニョ線 (it:Ferrovia Novara-Seregno) 
  - サロンノ駅
- ミラノ＝サロンノ線 (it:Ferrovia Milano-Saronno) 
  - サロンノ駅
- サロンノ＝コモ線 (it:Ferrovia Saronno-Como) 
  - サロンノ駅
- サロンノ＝ラヴェーノ線 (it:Ferrovia Saronno-Laveno) 
  - サロンノ駅

ミラノ近郊鉄道に組み込まれており、サロンノ駅はS1線、S3線、S9線の始発駅となっている。